# Llista d'asteroides/173301-173400
| Nom      | Designació provisional | Data de descobriment   | Lloc de descobriment | Descobridor/s |
| -------- | ---------------------- | ---------------------- | -------------------- | ------------- |
| 173301 - | 1999 TN318             | 12 d'octubre de 1999   | Kitt Peak            | Spacewatch    |
| 173302 - | 1999 UH10              | 31 d'octubre de 1999   | Socorro              | LINEAR        |
| 173303 - | 1999 UH16              | 29 d'octubre de 1999   | Catalina             | CSS           |
| 173304 - | 1999 UM32              | 31 d'octubre de 1999   | Kitt Peak            | Spacewatch    |
| 173305 - | 1999 UC34              | 31 d'octubre de 1999   | Kitt Peak            | Spacewatch    |
| 173306 - | 1999 UY43              | 29 d'octubre de 1999   | Catalina             | CSS           |
| 173307 - | 1999 UK62              | 31 d'octubre de 1999   | Catalina             | CSS           |
| 173308 - | 1999 VO5               | 6 de novembre de 1999  | Fountain Hills       | C. W. Juels   |
| 173309 - | 1999 VK22              | 13 de novembre de 1999 | Fountain Hills       | C. W. Juels   |
| 173310 - | 1999 VU29              | 3 de novembre de 1999  | Socorro              | LINEAR        |
| 173311 - | 1999 VJ39              | 10 de novembre de 1999 | Socorro              | LINEAR        |
| 173312 - | 1999 VM39              | 10 de novembre de 1999 | Socorro              | LINEAR        |
| 173313 - | 1999 VY39              | 11 de novembre de 1999 | Kitt Peak            | Spacewatch    |
| 173314 - | 1999 VO44              | 4 de novembre de 1999  | Catalina             | CSS           |
| 173315 - | 1999 VF51              | 3 de novembre de 1999  | Socorro              | LINEAR        |
| 173316 - | 1999 VL51              | 3 de novembre de 1999  | Socorro              | LINEAR        |
| 173317 - | 1999 VL56              | 4 de novembre de 1999  | Socorro              | LINEAR        |
| 173318 - | 1999 VR56              | 4 de novembre de 1999  | Socorro              | LINEAR        |
| 173319 - | 1999 VX69              | 4 de novembre de 1999  | Socorro              | LINEAR        |
| 173320 - | 1999 VP94              | 9 de novembre de 1999  | Socorro              | LINEAR        |
| 173321 - | 1999 VQ95              | 9 de novembre de 1999  | Socorro              | LINEAR        |
| 173322 - | 1999 VC131             | 9 de novembre de 1999  | Kitt Peak            | Spacewatch    |
| 173323 - | 1999 VD134             | 10 de novembre de 1999 | Kitt Peak            | Spacewatch    |
| 173324 - | 1999 VT139             | 10 de novembre de 1999 | Kitt Peak            | Spacewatch    |
| 173325 - | 1999 VZ141             | 10 de novembre de 1999 | Kitt Peak            | Spacewatch    |
| 173326 - | 1999 VW146             | 12 de novembre de 1999 | Socorro              | LINEAR        |
| 173327 - | 1999 VA165             | 14 de novembre de 1999 | Socorro              | LINEAR        |
| 173328 - | 1999 VJ167             | 14 de novembre de 1999 | Socorro              | LINEAR        |
| 173329 - | 1999 VF186             | 15 de novembre de 1999 | Socorro              | LINEAR        |
| 173330 - | 1999 VA187             | 15 de novembre de 1999 | Socorro              | LINEAR        |
| 173331 - | 1999 VS187             | 15 de novembre de 1999 | Socorro              | LINEAR        |
| 173332 - | 1999 VQ209             | 11 de novembre de 1999 | Catalina             | CSS           |
| 173333 - | 1999 VK217             | 5 de novembre de 1999  | Kitt Peak            | Spacewatch    |
| 173334 - | 1999 WU11              | 28 de novembre de 1999 | Kitt Peak            | Spacewatch    |
| 173335 - | 1999 WB14              | 28 de novembre de 1999 | Kitt Peak            | Spacewatch    |
| 173336 - | 1999 WS14              | 28 de novembre de 1999 | Kitt Peak            | Spacewatch    |
| 173337 - | 1999 XZ11              | 6 de desembre de 1999  | Catalina             | CSS           |
| 173338 - | 1999 XY12              | 5 de desembre de 1999  | Socorro              | LINEAR        |
| 173339 - | 1999 XL16              | 7 de desembre de 1999  | Socorro              | LINEAR        |
| 173340 - | 1999 XY23              | 6 de desembre de 1999  | Socorro              | LINEAR        |
| 173341 - | 1999 XL48              | 7 de desembre de 1999  | Socorro              | LINEAR        |
| 173342 - | 1999 XW53              | 7 de desembre de 1999  | Socorro              | LINEAR        |
| 173343 - | 1999 XU56              | 7 de desembre de 1999  | Socorro              | LINEAR        |
| 173344 - | 1999 XB68              | 7 de desembre de 1999  | Socorro              | LINEAR        |
| 173345 - | 1999 XE71              | 7 de desembre de 1999  | Socorro              | LINEAR        |
| 173346 - | 1999 XB90              | 7 de desembre de 1999  | Socorro              | LINEAR        |
| 173347 - | 1999 XC93              | 7 de desembre de 1999  | Socorro              | LINEAR        |
| 173348 - | 1999 XQ134             | 3 de desembre de 1999  | Socorro              | LINEAR        |
| 173349 - | 1999 XD141             | 3 de desembre de 1999  | Kitt Peak            | Spacewatch    |
| 173350 - | 1999 XX154             | 8 de desembre de 1999  | Socorro              | LINEAR        |
| 173351 - | 1999 XZ163             | 8 de desembre de 1999  | Socorro              | LINEAR        |
| 173352 - | 1999 XB182             | 12 de desembre de 1999 | Socorro              | LINEAR        |
| 173353 - | 1999 XQ251             | 9 de desembre de 1999  | Kitt Peak            | Spacewatch    |
| 173354 - | 1999 YD1               | 17 de desembre de 1999 | Socorro              | LINEAR        |
| 173355 - | 1999 YP2               | 16 de desembre de 1999 | Kitt Peak            | Spacewatch    |
| 173356 - | 1999 YK3               | 17 de desembre de 1999 | Socorro              | LINEAR        |
| 173357 - | 1999 YG8               | 27 de desembre de 1999 | Kitt Peak            | Spacewatch    |
| 173358 - | 1999 YL12              | 27 de desembre de 1999 | Kitt Peak            | Spacewatch    |
| 173359 - | 2000 AQ                | 2 de gener de 2000     | Kitt Peak            | Spacewatch    |
| 173360 - | 2000 AN1               | 2 de gener de 2000     | Socorro              | LINEAR        |
| 173361 - | 2000 AQ42              | 4 de gener de 2000     | Socorro              | LINEAR        |
| 173362 - | 2000 AW42              | 4 de gener de 2000     | Socorro              | LINEAR        |
| 173363 - | 2000 AD49              | 5 de gener de 2000     | Socorro              | LINEAR        |
| 173364 - | 2000 AT49              | 5 de gener de 2000     | Socorro              | LINEAR        |
| 173365 - | 2000 AD58              | 4 de gener de 2000     | Socorro              | LINEAR        |
| 173366 - | 2000 AU69              | 5 de gener de 2000     | Socorro              | LINEAR        |
| 173367 - | 2000 AM82              | 5 de gener de 2000     | Socorro              | LINEAR        |
| 173368 - | 2000 AG93              | 4 de gener de 2000     | Socorro              | LINEAR        |
| 173369 - | 2000 AJ143             | 5 de gener de 2000     | Socorro              | LINEAR        |
| 173370 - | 2000 AX152             | 8 de gener de 2000     | Socorro              | LINEAR        |
| 173371 - | 2000 AH186             | 8 de gener de 2000     | Socorro              | LINEAR        |
| 173372 - | 2000 AM205             | 15 de gener de 2000    | Prescott             | P. G. Comba   |
| 173373 - | 2000 AC216             | 7 de gener de 2000     | Kitt Peak            | Spacewatch    |
| 173374 - | 2000 AS227             | 10 de gener de 2000    | Kitt Peak            | Spacewatch    |
| 173375 - | 2000 AV230             | 3 de gener de 2000     | Kitt Peak            | Spacewatch    |
| 173376 - | 2000 AO251             | 5 de gener de 2000     | Socorro              | LINEAR        |
| 173377 - | 2000 BZ                | 28 de gener de 2000    | Socorro              | LINEAR        |
| 173378 - | 2000 BO2               | 26 de gener de 2000    | Socorro              | LINEAR        |
| 173379 - | 2000 BH9               | 26 de gener de 2000    | Kitt Peak            | Spacewatch    |
| 173380 - | 2000 BL9               | 26 de gener de 2000    | Kitt Peak            | Spacewatch    |
| 173381 - | 2000 BB13              | 28 de gener de 2000    | Kitt Peak            | Spacewatch    |
| 173382 - | 2000 BZ40              | 30 de gener de 2000    | Kitt Peak            | Spacewatch    |
| 173383 - | 2000 CR11              | 2 de febrer de 2000    | Socorro              | LINEAR        |
| 173384 - | 2000 CW21              | 2 de febrer de 2000    | Socorro              | LINEAR        |
| 173385 - | 2000 CU36              | 2 de febrer de 2000    | Socorro              | LINEAR        |
| 173386 - | 2000 CF48              | 2 de febrer de 2000    | Socorro              | LINEAR        |
| 173387 - | 2000 CG50              | 2 de febrer de 2000    | Socorro              | LINEAR        |
| 173388 - | 2000 CT58              | 2 de febrer de 2000    | Socorro              | LINEAR        |
| 173389 - | 2000 CW58              | 6 de febrer de 2000    | Socorro              | LINEAR        |
| 173390 - | 2000 CA59              | 6 de febrer de 2000    | Socorro              | LINEAR        |
| 173391 - | 2000 CF67              | 6 de febrer de 2000    | Socorro              | LINEAR        |
| 173392 - | 2000 CU68              | 1 de febrer de 2000    | Kitt Peak            | Spacewatch    |
| 173393 - | 2000 CP82              | 4 de febrer de 2000    | Socorro              | LINEAR        |
| 173394 - | 2000 CP137             | 4 de febrer de 2000    | Kitt Peak            | Spacewatch    |
| 173395 - | 2000 CJ149             | 12 de febrer de 2000   | Apache Point         | SDSS          |
| 173396 - | 2000 DY9               | 26 de febrer de 2000   | Kitt Peak            | Spacewatch    |
| 173397 - | 2000 DP18              | 28 de febrer de 2000   | Socorro              | LINEAR        |
| 173398 - | 2000 DV20              | 29 de febrer de 2000   | Socorro              | LINEAR        |
| 173399 - | 2000 DD24              | 29 de febrer de 2000   | Socorro              | LINEAR        |
| 173400 - | 2000 DQ41              | 29 de febrer de 2000   | Socorro              | LINEAR        |